# Kiribati

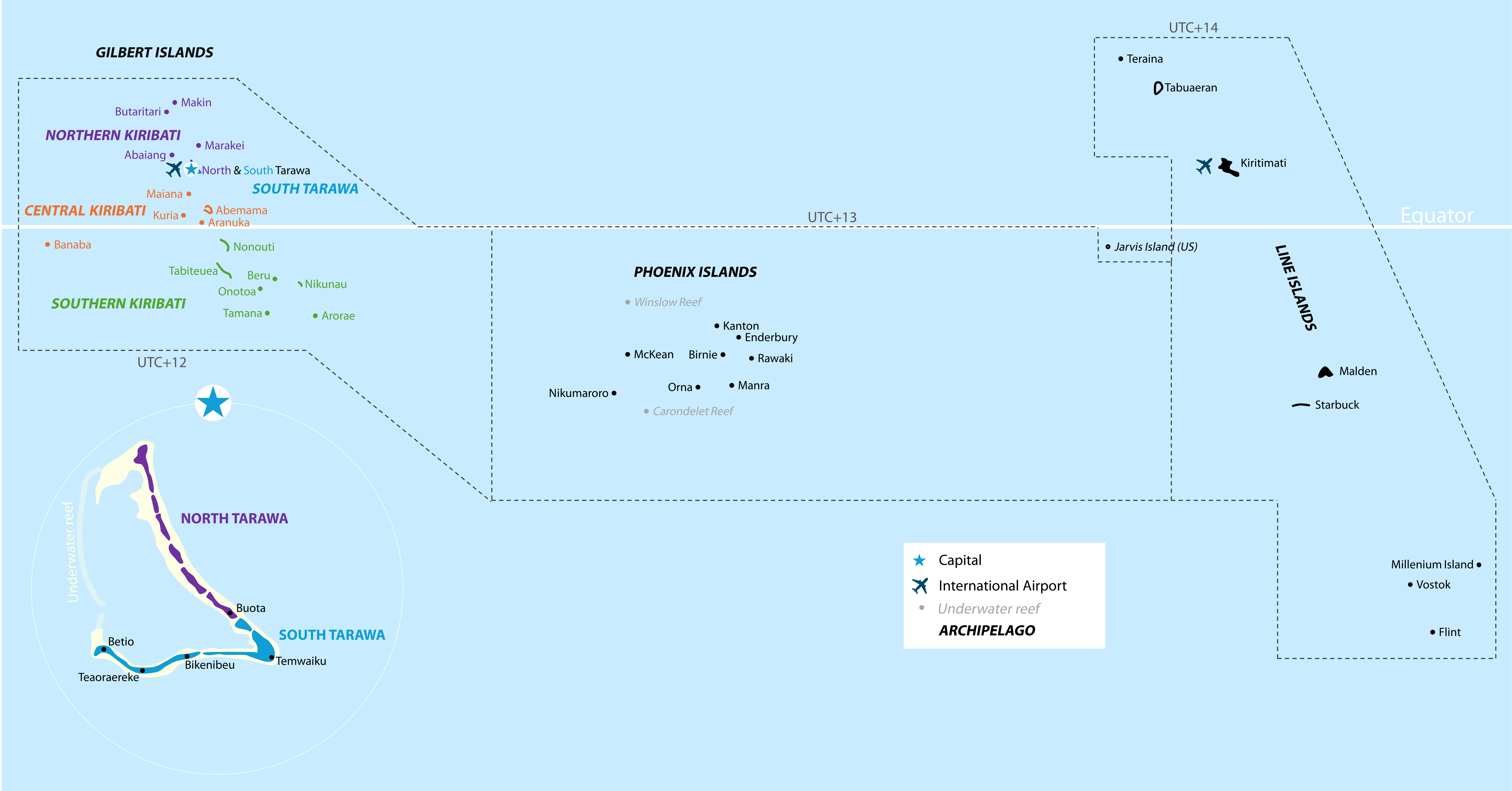
Gliederung Kiribatis

Kiribati (kiribatische Aussprache: [ˈkiɾibæs] (einheimische Aussprache des ehemaligen Namens der Gilberts), offiziell auf Kiribatisch Ribaberiki ni Kiribati, deutsch Republik Kiribati) ist ein Inselstaat im Pazifik. Das Staatsgebiet erstreckt sich über eine Vielzahl von Inseln Mikronesiens und Polynesiens, die über ein weites Gebiet beiderseits des Äquators verstreut liegen. Kiribati war früher Bestandteil der britischen Gilbert- und Elliceinseln. Seit der Unabhängigkeit vom Vereinigten Königreich im Jahre 1979 ist der 12. Juli, der Jahrestag der Unabhängigkeit, kiribatischer Nationalfeiertag. Kiribati ist weiterhin Mitglied im Commonwealth of Nations. Das zu Kiribati gehörende Atoll Kiritimati („Weihnachtsinsel“) mit dem Zentrum London feiert weltweit als Erstes den Beginn eines jeden neuen Jahres.
Kiribati ist in besonderem Maße vom Klimawandel bedroht. Nach Berechnungen der Weltbank könnte der Inselstaat im Jahr 2050 größtenteils nicht mehr bewohnbar und spätestens 2070 überschwemmt sein. Kiribati ist Mitglied im Climate Vulnerable Forum, einem Forum von Ländern, die besonders vom Klimawandel betroffen sind.

## Geographie

### Ausdehnung
Das Staatsgebiet hat von der östlichsten Insel im Caroline-Atoll zur westlichsten Insel Banaba eine Ausdehnung (Luftlinie) von 4567 km und von der nördlichsten Insel Teraina (Washington Island) bis zur südlichsten Insel Flint Island eine Ausdehnung (Luftlinie) von 2021 km mit einer Gesamtfläche von rund 5,2 Millionen Quadratkilometern. Von seiner Ausdehnung her gehört Kiribati damit zu den größten Staaten der Erde (Australien: 7,7 Millionen Quadratkilometer). Von dieser Fläche sind nur 811 Quadratkilometer Inselland, von denen 726 Quadratkilometer auf bewohnte Inseln entfallen. Damit ist Kiribati ein Kleinstaat.

### Lage
Das Staatsgebiet liegt etwa auf der Hälfte des Weges zwischen Hawaii und Australien in Mikronesien. Da durch den Staat sowohl der Äquator als auch der 180. Längengrad verläuft, liegt der Staat als einziger in der nördlichen und der südlichen sowie in der westlichen und der östlichen Hemisphäre der Erde. Bis Ende 1994 verlief die internationale Datumsgrenze mit dem 180. Längengrad zwischen den Gilbert- und den Phoenixinseln. Im Interesse eines einheitlichen Datums im gesamten Staatsgebiet wurde zum 1. Januar 1995 die Datumsgrenze nach Osten verlegt, sodass Kiribati zur Gänze westlich davon liegt. Die östlichste der Line Islands, Caroline Island, heißt seit dem 1. Januar 2000 Millennium Island, weil der erste Sonnenaufgang des Jahres 2000 auf dieser Insel zu beobachten war.

### Inselgruppen

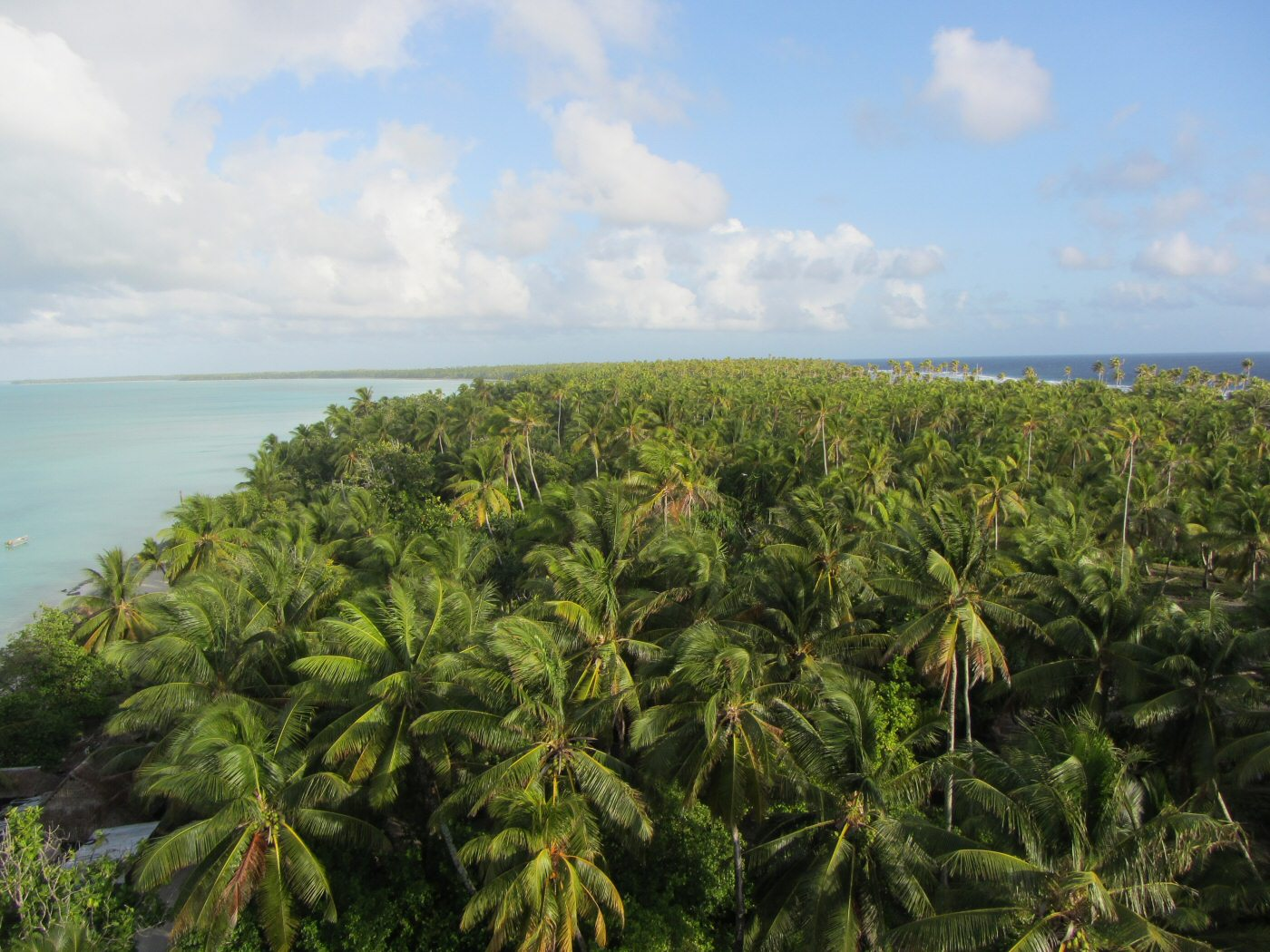
Typische Insel in Kiribati

Der Inselstaat besteht aus 32 Atollen in drei Inselgruppen sowie der Insel Banaba.
| Karte | Name          | Struktur  | Fläche (km²) | Einwohner (2020) |
| ----- | ------------- | --------- | ------------ | ---------------- |
| Karte | Banaba        | 01 Insel  | 006,29       | 000.333          |
| Karte | Gilbertinseln | 16 Atolle | 279,22       | 107.812          |
| Karte | Phoenixinseln | 08 Atolle | 028,66       | 000.041          |
| Karte | Line Islands  | 08 Atolle | 496,56       | 011.252          |

Der Großteil des Landes erhebt sich weniger als zwei Meter über den Meeresspiegel, mit Ausnahme der Vulkaninsel Banaba, die mit 81 m die höchste Erhebung des Inselstaates ist. Damit dürfte Kiribati eines der ersten Länder sein, die infolge des Klimawandels zum Großteil vom Meer überflutet werden.
| Lage                                                                   | Insel/Atoll                                    | Fläche (km²) | Einwohner (2020) | Anmerkungen |
| ---------------------------------------------------------------------- | ---------------------------------------------- | ------------ | ---------------- | --- |
| Kiritimati (Weihnachtsinsel) aus der ISS fotografiert                  | Kiritimati (Christmas Island, Weihnachtsinsel) | 388,39       | 07.369           | Kiritimati hat von allen Koralleninseln der Welt die größte Landfläche. |
| NASA-Astronautenbild der Fanninginsel (Tabuaeran) im Pazifischen Ozean | Tabuaeran (Fanning Island)                     | 033,73       | 01.990           | Das Atoll wurde ursprünglich nach seinem US-amerikanischen Entdecker Edmund Fanning benannt. |
| NASA-Astronautenbild der Insel Teraina, Kiribati, im Pazifischen Ozean | Teraina (Washington Island)                    | 014,14       | 01.893           | Das Atoll wurde ebenfalls von Fanning entdeckt, der es nach dem US-Präsidenten George Washington benannte. |
| Satellitenbild von Banaba                                              | Banaba (Ocean Island)                          | 006,29       | 00.333           | Im Jahr 1900 wurde entdeckt, dass das gesamte Felsgestein aus versteinertem Vogelkot (Guano) besteht. Banaba war damit neben Nauru die zweite Insel im Westpazifik, auf der große Phosphatlager nachgewiesen wurden. |
| Satellitenbild                                                         | Tarawa                                         | 031,02       | 70.090           | Das Atoll war Hauptatoll der ehemaligen britischen Kolonie Gilbertinseln und ist heute das Hauptatoll der Republik Kiribati.                                                                                         |
| Satellitenbild von Kanton                                              | Abariringa (Canton Island)                     | 009,15       | 00.041           | Der englische Name des Atolls ist darauf zurückzuführen, dass 1854 der Walfänger Canton vor der Insel auf Grund lief.                                                                                                |

### Klima
|                       | Jan  | Feb  | Mär  | Apr  | Mai  | Jun  | Jul  | Aug  | Sep  | Okt  | Nov  | Dez  |   |      |
| Mittl. Tagesmax. (°C) | 30,7 | 30,6 | 30,7 | 30,7 | 30,8 | 30,8 | 30,9 | 31,0 | 31,1 | 31,2 | 31,3 | 30,9 | ⌀ | 30,9 |
| Mittl. Tagesmin. (°C) | 25,3 | 25,3 | 25,2 | 25,3 | 25,5 | 25,3 | 25,1 | 25,2 | 25,3 | 25,4 | 25,4 | 25,3 | ⌀ | 25,3 |
|                       |      |      |      |      |      |      |      |      |      |      |      |      |   |      |
| Niederschlag (mm)     | 271  | 218  | 204  | 184  | 158  | 155  | 168  | 138  | 120  | 110  | 115  | 212  | Σ | 2053 |
|                       |      |      |      |      |      |      |      |      |      |      |      |      |   |      |
| Sonnenstunden (h/d)   | 7,1  | 6,8  | 6,7  | 6,7  | 7,4  | 7,3  | 7,4  | 8,3  | 8,1  | 8,4  | 8,0  | 6,1  | ⌀ | 7,4  |
|                       |      |      |      |      |      |      |      |      |      |      |      |      |   |      |
| Regentage (d)         | 15   | 12   | 14   | 14   | 15   | 14   | 13   | 12   | 11   | 8    | 9    | 14   | Σ | 151  |
|                       |      |      |      |      |      |      |      |      |      |      |      |      |   |      |
| Wassertemperatur (°C) | 28   | 28   | 28   | 28   | 28   | 28   | 28   | 29   | 29   | 29   | 29   | 28   | ⌀ | 28,3 |
|                       |      |      |      |      |      |      |      |      |      |      |      |      |   |      |
| Luftfeuchtigkeit (%)  | 81   | 80   | 81   | 82   | 81   | 81   | 80   | 79   | 77   | 77   | 79   | 81   | ⌀ | 79,9 |

| 25,3 |

| 25,3 |

| 25,2 |

| 25,3 |

| 25,5 |

| 25,3 |

| 25,1 |

| 25,2 |

| 25,3 |

| 25,4 |

| 25,4 |

| 25,3 |

| 25,3 |

| 25,3 |

| 25,2 |

| 25,3 |

| 25,5 |

| 25,3 |

| 25,1 |

| 25,2 |

| 25,3 |

| 25,4 |

| 25,4 |

| 25,3 |

### Bedrohung durch den Klimawandel

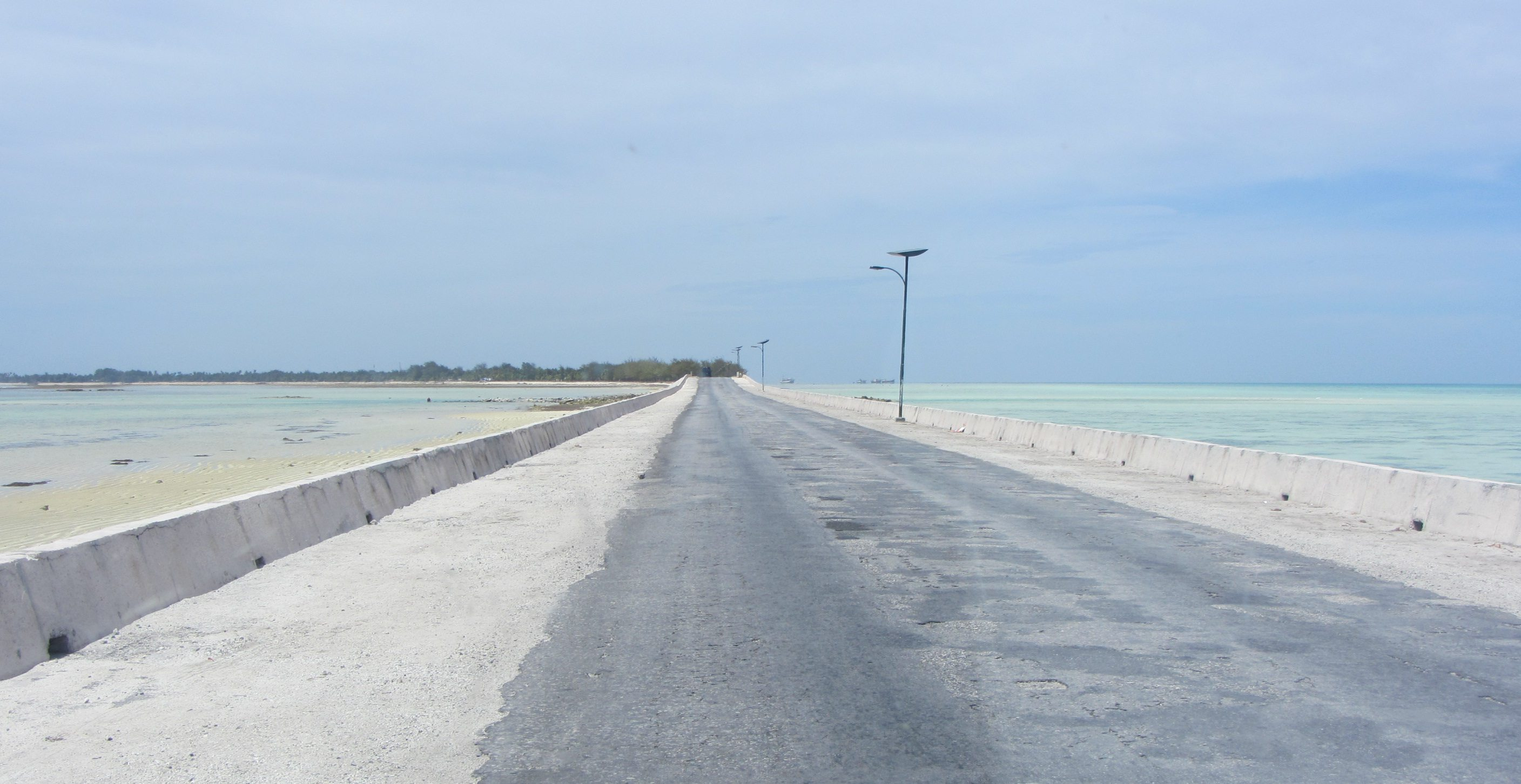
Der Straßendamm zwischen Bairiki und Betio als mutmaßlicher Verursacher von umgeleiteten Meeresströmungen

Aufgrund des Klimawandels und des weltweiten Anstiegs der Meeresspiegel wird Kiribati nach Schätzungen vom Anfang des 21. Jahrhunderts 2060 bis 2070 im Meer versunken sein. Präsident Anote Tong sagte, es sei schmerzhaft, sich auf den Tag vorzubereiten, an dem er kein eigenes Land mehr habe, aber genau dies sei zu tun. Tong bat darum das benachbarte Neuseeland, mehr als nur rund 100 Übersiedler jährlich (Stand um 2010) aus Kiribati aufzunehmen. Die Regierung von Kiribati ist mit derjenigen von Fidschi im Gespräch, um Land zu kaufen und einen Teil der Bevölkerung umzusiedeln.
Teile des Problems entstehen durch die Überbevölkerung in South Tarawa und durch die Bewohner selbst. Durch die Entnahme von Sand, wenn die Häuser nicht mehr in traditionellem Stil gebaut werden, verliert das Meer seine Barriere.
Durch die Straßenverbindung zwischen Bairiki und Betio kam es durch eine umgeleitete Strömung zum Untergang der Bikeman-Insel.
2009 nahm Tong mit einer Delegation an der UN-Klimakonferenz in Kopenhagen teil.
Im Vorfeld der UN-Klimakonferenz in Cancún (COP 16)
wurde auf der Tarawa Climate Change Conference am 10. November 2010 in Ambo die Ambo Declaration
verabschiedet, die von Australien, Brasilien, China, Kuba, Fidschi, Japan, Kiribati, den Malediven, den Marshallinseln, Neuseeland, den Salomonen und Tonga unterzeichnet wurde.
2012 kaufte Kiribati etwa 24 Quadratkilometer Land für 8,8 Millionen US-Dollar im Pazifischen Ozean. Laut Regierung könnten die 110.000 Inselbewohner im schlimmsten Fall auf die rund 2000 Kilometer entfernte, zu Fidschi gehörende Insel Vanua Levu umsiedeln, dies sollte jedoch möglichst vermieden werden, da es weiterhin „ein fast schon zu kleines Stück Land für alle Bewohner sei“.
Stand 2016 nimmt Neuseeland eine kleine Quote Klimaflüchtlinge jungen Alters auf, der ältere Teil der Bevölkerung Kiribatis hat sich zum Bleiben entschieden. Fidschi, etwa 3 Flugstunden entfernt, erklärte sich als einziger Staat dazu bereit, die künftigen Klimaflüchtlinge aus Kiribati aufzunehmen.
Weltweites Aufsehen erregte der erstmalige Fall des Kiribaters Ioane Teitiota, der 2007 nach Neuseeland geflüchtet war und 2015 in seine Heimat abgeschoben wurde, nachdem sein Visum abgelaufen war. Als Grund nannte die Regierung, dass Kiribati zwar klimagefährdet sei, Kriterium für eine Anerkennung als Flüchtling sei laut UN-Konvention aber, dass der Antragsteller in seinem Heimatland Verfolgung fürchten müsse. Dies sei bei Teitiota nicht der Fall.
Nach Plänen des damaligen Präsidenten Tong vom Jahr 2016 sollte eine erste Evakuierung der Bevölkerung im Jahr 2020 beginnen.
Auf dem gekauften Land auf Fidschi befindet sich ein Dorf mit 261 Einwohnern, die von der Regierung auf eine Willkommenskultur vorbereitet werden.
Am 18. Januar 2017 gab die Regierung unter Präsident Taneti Maamau bekannt, dass der Anbau von Gemüse und Kava auf dem erworbenen Land auf Fidschi begonnen habe. Ebenfalls besuchte er zu diesem Anlass die Einwohner des Dorfes Naviavia und gab bekannt, dass „kein drastischer Umschwung auf dem Land zu befürchten sei“ und er sich „auf die gemeinsame Zeit als gute Nachbarn, die sich gegenseitig helfen“, freue. Ebenfalls gab er an, dass der Klimawandel kein Problem, sondern viel mehr eine ernsthafte Bedrohung für alle pazifischen Inselstaaten sei. Die Regierung sehe sich weiterhin nach mehr Land um.
Im August 2020 verkündete die Regierung, dass mit Hilfe chinesischer Investitionen eigenes Land durch Baggerarbeiten gewonnen werden soll. Präsident Maamau betonte, dass die chinesische Hilfe einen rein finanziellen Hintergrund habe und er es nicht zulassen wolle, dass die chinesische Regierung einen Stützpunkt in der Nähe aufbaut. Teile der Investition sollen auch in ein Forschungsprojekt mit dem neuseeländischen National Institute of Water and Atmospheric Research einfließen, das an einer strategischen Lösung zur Rettung der Küste arbeitet. Damit hält Maamau an seiner „20-year-vision“ fest, einer Strategie, um das Land durch Aufschüttarbeiten zu retten, anstatt die Bevölkerung umsiedeln zu lassen. Das Projekt wurde zuletzt von seinem Vorgänger Anote Tong stark kritisiert.

## Bevölkerung

### Demografie
Laut Volkszählung von 2020 betrug die Einwohnerzahl 119.438 Menschen. Das jährliche Bevölkerungswachstum betrug + 1,7 %. Zum Bevölkerungswachstum trug ein Geburtenüberschuss (Geburtenziffer: 26,7 pro 1000 Einwohner vs. Sterbeziffer: 6,2 pro 1000 Einwohner) bei. Die Anzahl der Geburten pro Frau lag 2022 statistisch bei 3,3, die der Region Ostasien und Ozeanien betrug 1,5. Die Lebenserwartung der Einwohner Kiribatis ab der Geburt lag 2022 bei 67,7 Jahren. Der Median des Alters der Bevölkerung lag im Jahr 2021 bei 21,9 Jahren. Im Jahr 2023 waren 35,9 Prozent der Bevölkerung unter 15 Jahre, während der Anteil der über 64-Jährigen 3,9 Prozent der Bevölkerung betrug.
Die Bevölkerungsdichte betrug 2020 für alle Inseln durchschnittlich 147 Einwohner pro Quadratkilometer, für das urbane South Tarawa jedoch mehr als 4000 Bewohner pro Quadratkilometer, damit eine der höchsten weltweit.
| Zensus | 1931   | 1947   | 1963   | 1968   | 1973   | 1978   | 1985   | 1990   | 1995   | 2000   | 2005   | 2010    | 2015    | 2020    |
| ------ | ------ | ------ | ------ | ------ | ------ | ------ | ------ | ------ | ------ | ------ | ------ | ------- | ------- | ------- |
| Gesamt | 29.751 | 31.513 | 43.336 | 47.735 | 51.926 | 56.213 | 63.883 | 72.335 | 77.658 | 84.494 | 92.533 | 103.058 | 110.136 | 119.438 |

### Bevölkerungsstruktur
Die Bevölkerung Kiribatis ist ethnisch sehr homogen. Etwa 95,71 % der Bevölkerung sind reine „I-Kiribati“, weitere 3,76 % sind zum Teil kiribatischer Abstammung. Tuvaluer stellen 0,24 % der Einwohner in Kiribati, die übrigen Volksgruppen machen insgesamt nur 0,28 % der Bevölkerung aus.

### Sprache
Die Einwohner nennen sich im Singular wie im Plural „I-Kiribati“. Das Adjektiv der Nationalität und der Landessprache wird als „Kiribati“ ohne Präfix ‚I‘ bezeichnet.

### Religion
Ein Großteil der Bevölkerung bekennt sich zum christlichen Glauben. Die Volkszählung des Jahres 2020 ergab folgendes Bild:
- 58,9 % Katholiken,
- 29,6 % Protestanten (Kiribati Uniting Church – KUC, Kiribati Protestant Church – KPC),
- 05,6 % Mormonen (Kirche Jesu Christi der Heiligen der Letzten Tage),
- 02,1 % Siebenten-Tags-Adventisten,
- 02,1 % Bahai,
- 00,1 % Atheisten,
- 00,1 % Muslime,
- 01,5 % sonstige

### Bildung

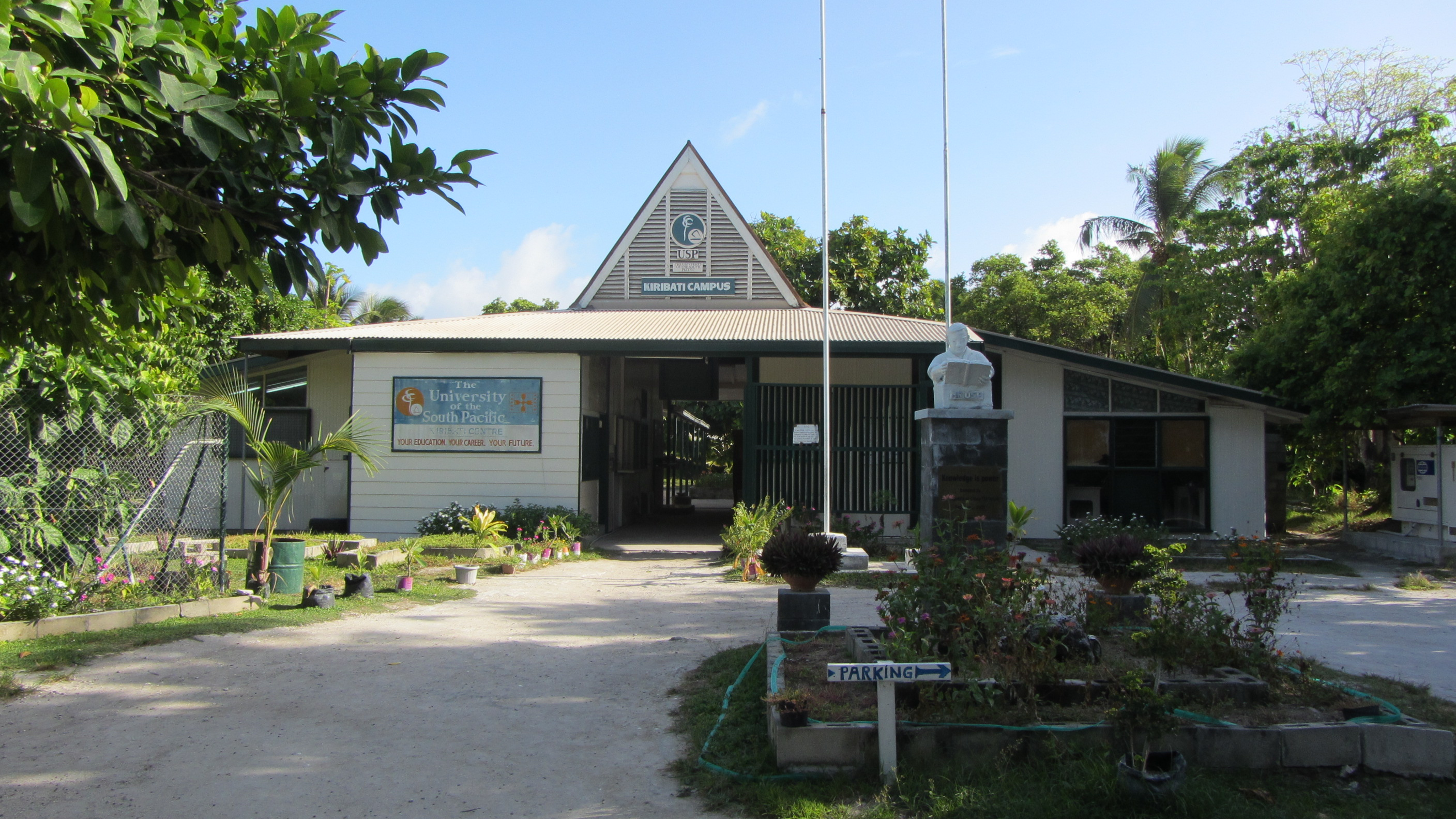
University of South Pacific auf Tarawa

Ab dem 6. bis zum 15. Lebensjahr besteht eine neunjährige Schulpflicht, wobei der Schulbesuch kostenlos ist. Die überwiegende Zahl der Primarschulen sowie zehn der 13 weiterführenden Schulen werden von den Kirchen getragen.
Die University of the South Pacific unterhält in Bairiki seit 1976 eine Außenstelle, die 2006 zum „USP Kiribati Campus“ mit etwas über 3000 eingeschriebenen Studenten erhoben wurde. Sitz ist seit 1978 der Ort Teaoraereke auf Bairiki.
Das „Kiribati National Cultural Centre and Museum“ Te Umanibong ist ein Volkskundemuseum in Bikenibeu und zeigt rund 250 Ausstellungsstücke zur materiellen Kultur der Gilbertesen.

### Gesundheit
Die Gesundheitsausgaben des Landes betrugen im Jahr 2021 14,8 % des Bruttoinlandsprodukts. Die Sterblichkeit bei unter 5-jährigen betrug 2022 56,4 pro 1000 Lebendgeburten. Die Lebenserwartung der Einwohner Kiribatis ab der Geburt lag 2022 bei 67,7 Jahren (Frauen: 69,4, Männer: 65,7). Die Lebenserwartung stieg von 64,4 Jahren im Jahr 2000 bis 2022 um 5 %.
Im Jahr 2016 waren 46 % der erwachsenen Bevölkerung fettleibig, was zu den höchsten Raten weltweit gehört.

## Geschichte

### Frühe Geschichte
Die Inseln wurden durch Einwanderer von den Salomon-Inseln oder aus dem westlichen Polynesien um die Zeitenwende besiedelt.
Folgende Einfälle von Samoanern, Fidschianern und Tongaern fügten polynesische Elemente in die mikronesische Kultur ein. Eine Vielzahl von Mischehen führte zu einer Bevölkerung, die sowohl in Erscheinung, Sprache als auch in ihrer Tradition recht homogen ist.

### Kolonialzeit
1606 entdeckte der portugiesische Seefahrer Pedro Fernández de Quirós als erster Europäer die Gilbertinseln. Erst ab 1765 wurden die Inseln von englischen Seefahrern angesteuert, so 1777 von James Cook und 1788 von Kapitän Thomas Gilbert, nach dem die Inselgruppe um 1820 vom deutsch-baltischen, in russischen Diensten stehenden Admiral Adam von Krusenstern und dem französischen Kapitän Louis-Isidore Duperrey benannt wurde.
Im 19. Jahrhundert kamen Walfänger, Sklavenhändler und Händler in großer Zahl nach Kiribati. Dies schürte lokale Stammeskonflikte, und die Europäer schleppten für die Einheimischen gefährliche europäische Krankheiten ein. Im Jahr 1837 kamen die ersten ständigen europäischen Siedler und 1857 begann die christliche Missionierung. Dabei wurden die nördlichen Atolle der Gilbertgruppe vorwiegend von katholischen Missionaren aus Frankreich, die südlichen von samoanischen Missionaren der stark puritanisch geprägten London Missionary Society missioniert. Noch heute ist ein deutlicher Unterschied in der Lebensauffassung erkennbar: Die Menschen im Norden gelten als lebenslustig und frohsinnig, während im Süden eine strenge Einstellung vorherrscht.

Flagge der Gilbert- und Elliceinseln von 1937 bis 1979

1892 wurden die Gilbertinseln zusammen mit den nahen Elliceinseln zum britischen Protektorat der Gilbert- und Elliceinseln erklärt, blieben jedoch ohne Verwaltung. Banaba (Ocean Island) wurde 1901 nach der Entdeckung phosphatreicher Guanoablagerungen annektiert. Zusammen mit Fanning und Washington Island, die bereits 1888 annektiert wurden, wurde das Protektorat auf Wunsch der Inselbewohner 1916 zur britischen Kolonie. Die meisten der Linien-Inseln inklusive Kiritimati (Christmas Island), der Phoenixinseln und der Union-Inseln, dem heutigen Tokelau, wurden über die nächsten 20 Jahre, zuletzt 1937, sukzessive einverleibt. Das Gebiet unterstand bis 1976 der Gerichtsbarkeit des Hohen Kommissars für die Westpazifischen Territorien, die tatsächliche Verwaltung lag jedoch in den Händen eines Ständigen Kommissars (Resident Commissioner).

### Zweiter Weltkrieg
In den Jahren 1942 bis 1943 besetzte die japanische Armee einen Teil der Inseln. Vom 20. bis 23. November 1943 war das Atoll Tarawa Schauplatz eines der heftigsten Kämpfe zwischen Japanern und US-Amerikanern im Pazifikkrieg. Dieser endete mit der Niederlage der Japaner und war für die Alliierten ein Wendepunkt im Krieg.

### Der Weg in die Unabhängigkeit
In den 1960er Jahren begann das Vereinigte Königreich die Selbstverwaltung der Inseln auszuweiten. 1963 wurde das erste Repräsentantenhaus eröffnet, 1965 erfolgte die Gründung der ersten Partei (National Party). Vor der Unabhängigkeit, unter britischer Verwaltung, erhielten Frauen in den Wahlgesetzen (Gilbert & Ellice Islands Colony Electoral Provisions Order, 1967) und der Verfassung am 15. November 1967 das allgemeine aktive und passive Wahlrecht.
1974 trennten sich die Elliceinseln nach einem Volksentscheid von der Kolonie, um 1978 den unabhängigen Staat Tuvalu zu gründen. Die Gilbertinseln erlangten 1977 innere Autonomie und wurden, nachdem im Februar 1978 Wahlen abgehalten worden waren, am 12. Juli 1979 eine unabhängige Nation innerhalb des Commonwealth unter dem Namen Kiribati. Erster Präsident wurde Ieremia Tabai. Nach der Unabhängigkeit 1979 wurde das aktive und passive Frauenwahlrecht bestätigt.
Der ursprüngliche Name für das Land war „Tungaru“. Er kommt gelegentlich noch in Namen wie „Air Tungaru“ (die nationale Fluggesellschaft) oder „Tungaru Central Hospital“ vor. Der Name Kiribati ist eigentlich die gilbertesische Aussprache des Namens Gilberts (die etwas saloppe Form der Engländer, von den Gilbert Islands zu sprechen). Im Gilbertesischen gibt es kein /g/, /l/ oder /s/. Diese Laute werden durch /k/, /r/ und /ti/ (am Wortende /s/ ausgesprochen) ersetzt. Ähnlich verhält es sich mit dem Namen von Christmas Island, das von den Einwohnern Kiritimati /kirismas/ ausgesprochen wird.
Mit der Unabhängigkeit gaben auch die Vereinigten Staaten 1979 alle Ansprüche auf die dünnbesiedelten Phoenixinseln auf. Acht der elf Linien-Inseln wurden ebenfalls ein Teil des Kiribati-Territoriums. 1985 schloss sich der Inselstaat mit der Unterzeichnung des Vertrags von Rarotonga der atomwaffenfreien Zone des Südpazifiks an. Nachdem 1995 die französischen Kernwaffentests wiederaufgenommen worden waren, suspendierte Kiribati seine diplomatischen Beziehungen zu Frankreich. Im September 1999 wurde der Inselstaat in die UNO aufgenommen.

## Politik

### Politisches System
Das Parlament Kiribatis (englisch House of Assembly, offiziell Maneaba ni Maungatabu) wird alle vier Jahre gewählt und besteht aus 45 Mitgliedern (44 gewählte Abgeordnete sowie ein Vertreter der Exil-Gilbertesen der Insel Rabi). Die Wahlen in den 23 Ein- und Mehrpersonenwahlkreisen werden nach Mehrheitswahlrecht in zwei Runden durchgeführt: Erzielt in der ersten Runde kein Kandidat eine absolute Mehrheit, treten die drei (bei zwei oder drei zu vergebenden Sitzen vier oder fünf) Kandidaten mit den meisten Stimmen in einer Stichwahl gegeneinander nach dem Borda-Wahlsystem an.
Der Staatspräsident ist gleichzeitig Regierungschef sowie Außenminister und wird Te Beretitenti (gilbertesische Schreibweise für „president“) genannt. Er wird aus den Reihen der Parlamentsmitgliedern des Maneaba ni Maungatabu gewählt und bildet das Kabinett mit bis zu zehn Ministern. Am 11. März 2016 wurde Taneti Maamau zum Staatspräsidenten gewählt.
Der Inselstaat ist geprägt von einem System starker lokaler Selbstverwaltung aufgrund der großen Differenzen zwischen den einzelnen Inselgruppen. Einen besonderen Status genießt die Insel Banaba, deren Bewohner unter Minderheitenschutz stehen. Die politischen Parteien in Kiribati sind auch heute noch stark von einem traditionellen Häuptlingssystem beeinflusst.

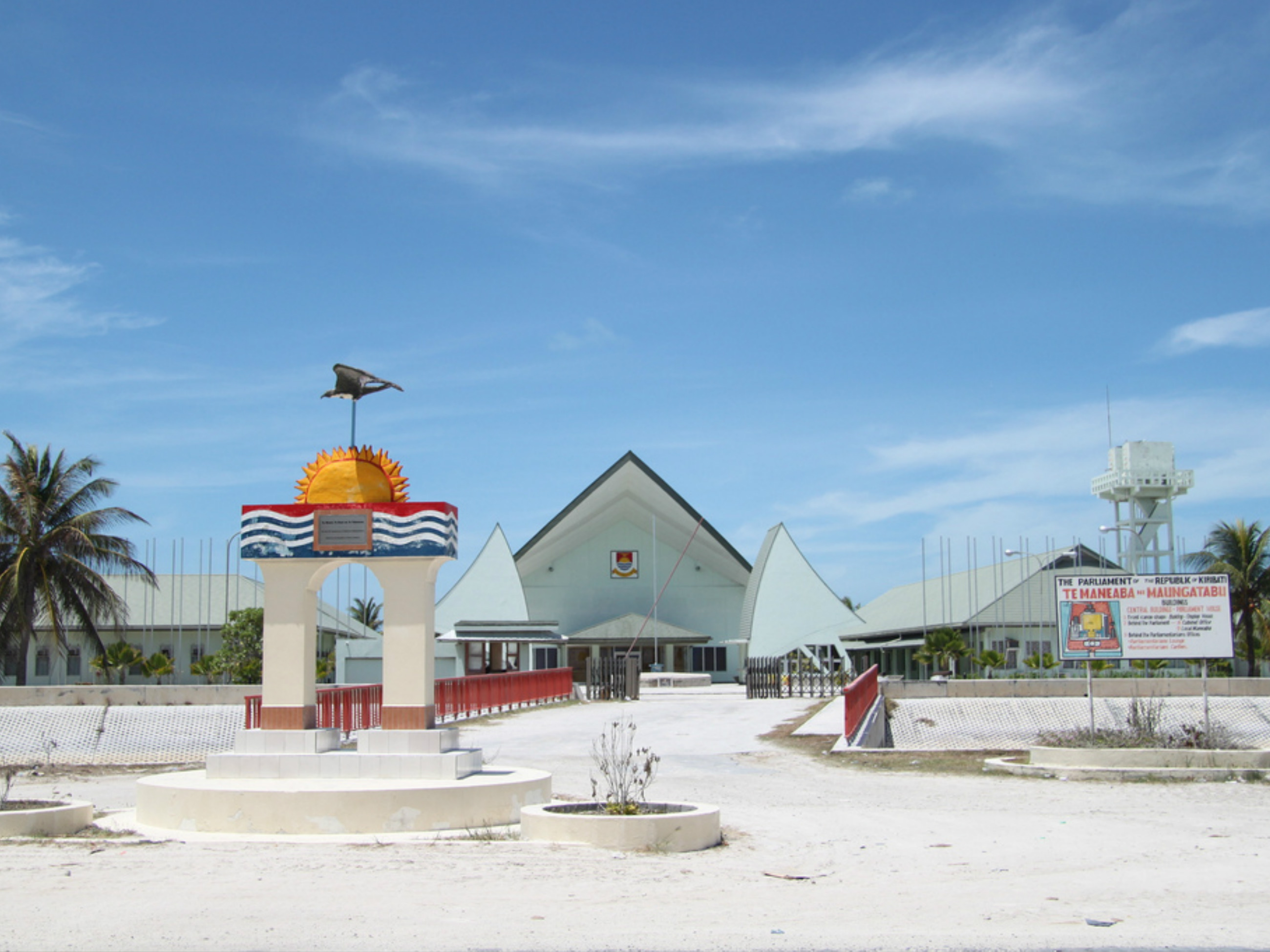
Parlament

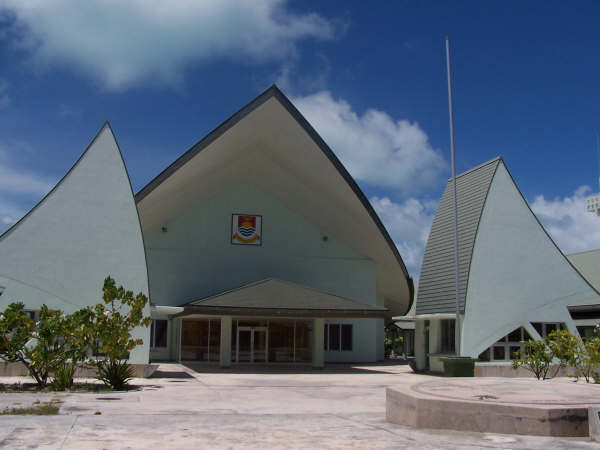
Parlamentsgebäude von Kiribati seit 2000, Ambo, South Tarawa

| Partei                                                                             | Stimmen                                | %                                      | Sitze |
| ---------------------------------------------------------------------------------- | -------------------------------------- | -------------------------------------- | ----- |
| Tobwaan Kiribati Party (TKP) (Regierungspartei, Führer: Taneti Maamau)             |                                        |                                        | 22    |
| Boutokaan Kiribati Moa Party (BKM) (Oppositionspartei, Führerin: Tessie Lambourne) |                                        |                                        | 22    |
| Vertreter der Exil-Kiribatier auf Rabi                                             | Vertreter der Exil-Kiribatier auf Rabi | Vertreter der Exil-Kiribatier auf Rabi | 01    |
| Gesamt                                                                             |                                        |                                        | 45    |

### Verwaltungsgliederung
Kiribati gliedert sich in fünf Distrikte (districts). Für jede der 21 bewohnten Inseln gibt es mindestens einen Inselrat (island council) als lokale Verwaltungsbehörde. Tabiteuea wird durch zwei Inselräte verwaltet, Tarawa durch drei. Die Einwohnerzahlen und Einteilung beziehen sich auf die Ergebnisse des Zensus 2020.
|                                   | Distrikt               | Einwohner | Inseln                                                    | Größte Dörfer                     |
| --------------------------------- | ---------------------- | --------- | --------------------------------------------------------- | --------------------------------- |
| Gilbert Islands 108.145 Einwohner | Northern Kiribati      | 20.735    | Abaiang, Butaritari, Makin, Marakei, North Tarawa         | Buota (1.628), Makin (1.530)      |
| Gilbert Islands 108.145 Einwohner | South Tarawa           | 63.072    | South Tarawa (Teinainano)                                 | Betio (18.429), Bikenibeu (7.530) |
| Gilbert Islands 108.145 Einwohner | Central Kiribati       | 8.344     | Abemama, Aranuka, Banaba, Kuria, Maiana                   | Buariki (684), Tabiang (609)      |
| Gilbert Islands 108.145 Einwohner | Southern Kiribati      | 15.994    | Arorae, Beru, Nikunau, Nonouti, Onotoa, Tabiteuea, Tamana | Rungata (958), Utiroa (796)       |
| Line & Phoenix Islands            | Line & Phoenix Islands | 11.293    | Kanton, Kiritimati, Tabuaeran, Teraina                    | Tabwakea (3.522), London (1.986)  |

### Mitgliedschaft in internationalen Organisationen
Kiribati ist Mitglied der folgenden Organisationen:
ADB, AKP, Commonwealth, ESCAP, IBRD, IDA, FAO, IFRCS, IWF, Sparteca, SPC, UNO, UNESCO, WHO.
Gemeinsam mit vier weiteren mikronesischen Staaten hat sich Kiribati im Februar 2021 dazu entschlossen, aus dem Pacific Islands Forum auszutreten.

### Militär und Polizei

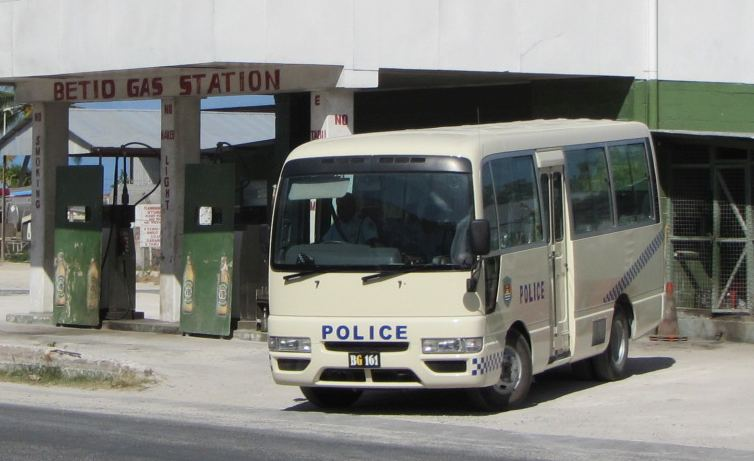
Polizeibus in Betio, Tarawa

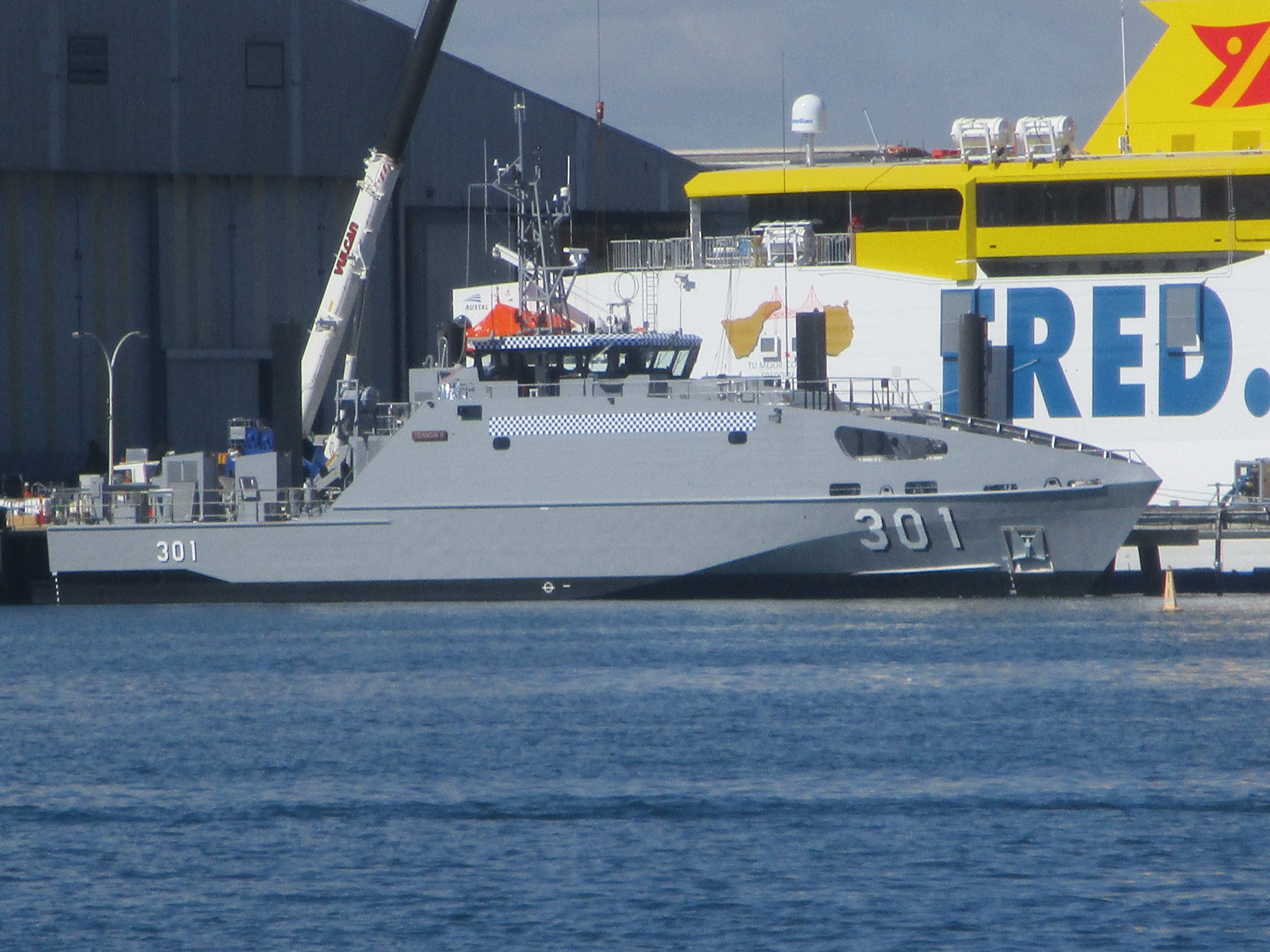
RKS Teanoai II (301) im Jahr 2020

Kiribati verfügt laut Verfassung über keine eigene Armee, sondern genießt militärischen Schutz durch Australien und Neuseeland. Es existiert eine Polizei, die auf jeder der Inseln zumindest einen kleinen Posten unterhält und polizeiliche und paramilitärische Aufgaben wahrnimmt. Der Kiribati Police Service verfügt über ein Patrouillenboot der Pacific-Klasse, die RKS Teanoai. Es ist eines der Schiffe, die von Australien im Rahmen des Pacific Patrol Boat Program für 12 Südpazifik-Staaten zwischen 1985 und 1997 gebaut und gespendet wurden. Es soll in Kürze durch die RKS Teanoai II (301) ersetzt werden, die bereits 2020 ausgeliefert wurde.

### Außenpolitik
Kiribati eröffnete die erste diplomatische Vertretung im Jahr 2002 in der Hauptstadt Suva in Fidschi. Zusätzlich zum Hohen Kommissar in Suva (High Commission of Kiribati in Fiji) unterhält Kiribati Honorarkonsulate in Sydney, Tokio, Auckland, Honolulu, Seoul, Hamburg und London. Eine Botschaft wurde auch im taiwanischen Taipeh errichtet, allerdings gab Kiribati seine diplomatischen Beziehungen zu Taiwan im Jahr 2019 zu Gunsten der Volksrepublik China auf. Seit 2013 hat Kiribati eine Ständige Vertretung bei den Vereinten Nationen in New York.

## Wirtschaft

### Allgemein
| Wirtschaftsdaten Kiribati | Wirtschaftsdaten Kiribati      | Wirtschaftsdaten Kiribati                  | Wirtschaftsdaten Kiribati           | Wirtschaftsdaten Kiribati | Wirtschaftsdaten Kiribati | Wirtschaftsdaten Kiribati |
| Parameter                 | Primärer Sektor (Urproduktion) | Sekundärer Sektor (Verarbeitendes Gewerbe) | Tertiärer Sektor (Dienstleistungen) | Gesamt                    | Bezugsjahr                | Quellen                   |
| ------------------------- | ------------------------------ | ------------------------------------------ | ----------------------------------- | ------------------------- | ------------------------- | ------------------------- |
| Anteil am BIP             | 29,44 %                        | 6,55 %                                     | 63,24 %                             | 177.943.000 (USD)         | 2019                      | [ 65 ] [ 66 ]             |
| Anteil an Erwerbstätigen  | 16,90 %                        | 8,90 %                                     | 74,20 %                             | 25.172                    | 2019                      | [ 67 ]                    |

Kiribati verfügt über nur wenige natürliche Ressourcen. Die kommerziell interessanten Phosphatdepots waren bereits zur Zeit der Erlangung der Unabhängigkeit erschöpft. Zumindest erhält der Staat noch Zinsen aus einem Fonds, den die Briten bei ihrem Abzug 1979 als Kompensation für den völligen Abbau aller Phosphatvorkommen auf Banaba Island eingerichtet hatten. Die wichtigsten Einnahmequellen sind die Vergabe von Fischereirechten, Fischfang und -verarbeitung, Export von Haifischflossen und Algen und die (defizitäre) Kopraproduktion mit Anbau von Kokospalmen, der auf einer Fläche von mehr als 30.000 Hektar betrieben wird und 2020 eine Ernte von 174.300 Tonnen Kokosnüssen einbrachte. Weitere wichtige Anbauprodukte sind Bananen (1414 ha, 7310 t) und Taro (346 ha, 1963 t). Sonstige Gemüse (Ertrag: 5725 t) werden auf 463 ha angebaut (alle Zahlen beziehen sich auf das Jahr 2020).
Die Wirtschaft schwankt stark, so wird ihre Entwicklung beschränkt durch das Fehlen qualifizierter Arbeiter, eine schwache Infrastruktur und die große Entfernung zu den internationalen Märkten.
Seit dem Beitritt zum Seerechtsübereinkommen der Vereinten Nationen 2003 besitzt Kiribati eine ausschließliche Wirtschaftszone von 3,5 Millionen Quadratkilometern Seegebiet. Seit 1967 besteht auf Betio, einer Insel im Hauptatoll Tarawa, eine mit deutscher Unterstützung eingerichtete staatseigene Seemannsschule (Marine Training Centre Tarawa), an der seit ihrer Gründung mehr als 5000 Seeleute ausgebildet wurden. Die jährlich etwa 100 Absolventen werden häufig auf deutschen Handelsschiffen beschäftigt. Die kiribatischen Seeleute sind von großer Bedeutung für die Volkswirtschaft Kiribatis; sie überweisen jährlich über 5 Mio. USD nach Hause. Diese Zahlungen stellen – gemeinsam mit der Vergabe von Fischereilizenzen – die größten Devisenquellen des Landes dar.
Der Tourismus mit rund 3500 Besuchern jährlich stellt mehr als ein Fünftel des Bruttoinlandsprodukts (BIP). Haupthandelspartner sind Australien, Japan, Neuseeland und die USA. Die ausländische Finanzhilfe, größtenteils aus dem Vereinigten Königreich und Japan, stellt eine entscheidende Ergänzung des BIP dar; es entsprach in den vergangenen Jahren etwa 25 bis 50 % des BIP.

### Währung

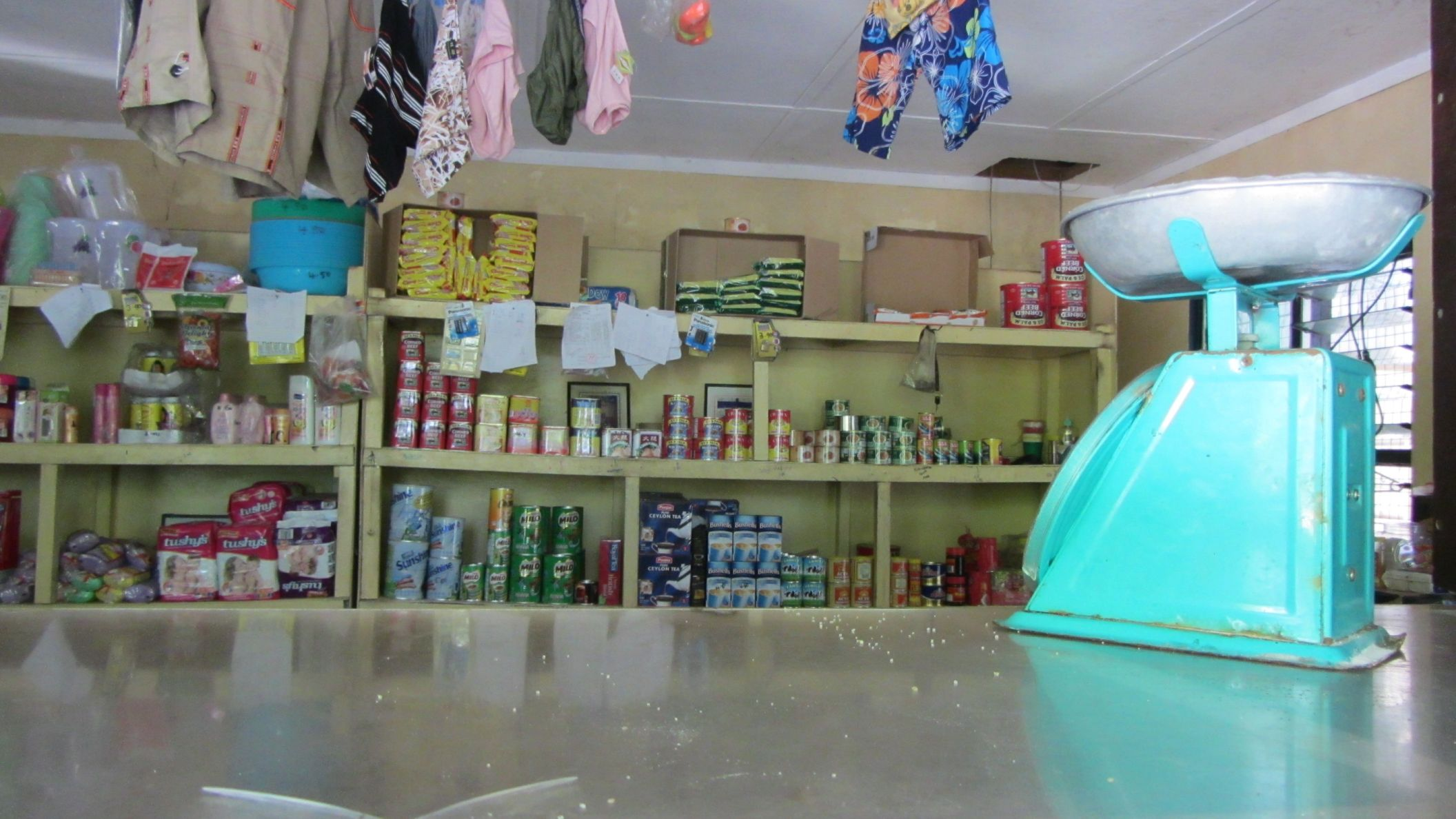
Geschäfte auf den äußeren Inseln sind eher schlicht

Der Kiribati-Dollar ist die Währung von Kiribati. Die ersten Münzen wurden 1979 geprägt und ausgegeben. Der Kiribati-Dollar hat keine eigenen Banknoten, im Umlauf sind australische Banknoten, da der australische Dollar ebenfalls gültiges Zahlungsmittel in Kiribati ist. Auf den Inseln der Gilbertgruppe hat sich ein traditionelles bargeldloses, formalisiertes System der Nachbarschaftshilfe erhalten, das Bubutisystem.

### Staatshaushalt
Der Staatshaushalt umfasste 2005 Ausgaben von umgerechnet 59,71 Mio. US-Dollar, dem standen Einnahmen von umgerechnet 55,52 Mio. US-Dollar gegenüber. Daraus ergibt sich ein Haushaltsdefizit in Höhe von 3,6 % des BIP.
2020 betrug der Anteil der Staatsausgaben (in % des BIP) folgender Bereiche:
- Gesundheit: 11,6 %
- Bildung: 12,4 % (2019)
- Militär: 0,0 % (Kiribati hat kein Militär)

## Infrastruktur

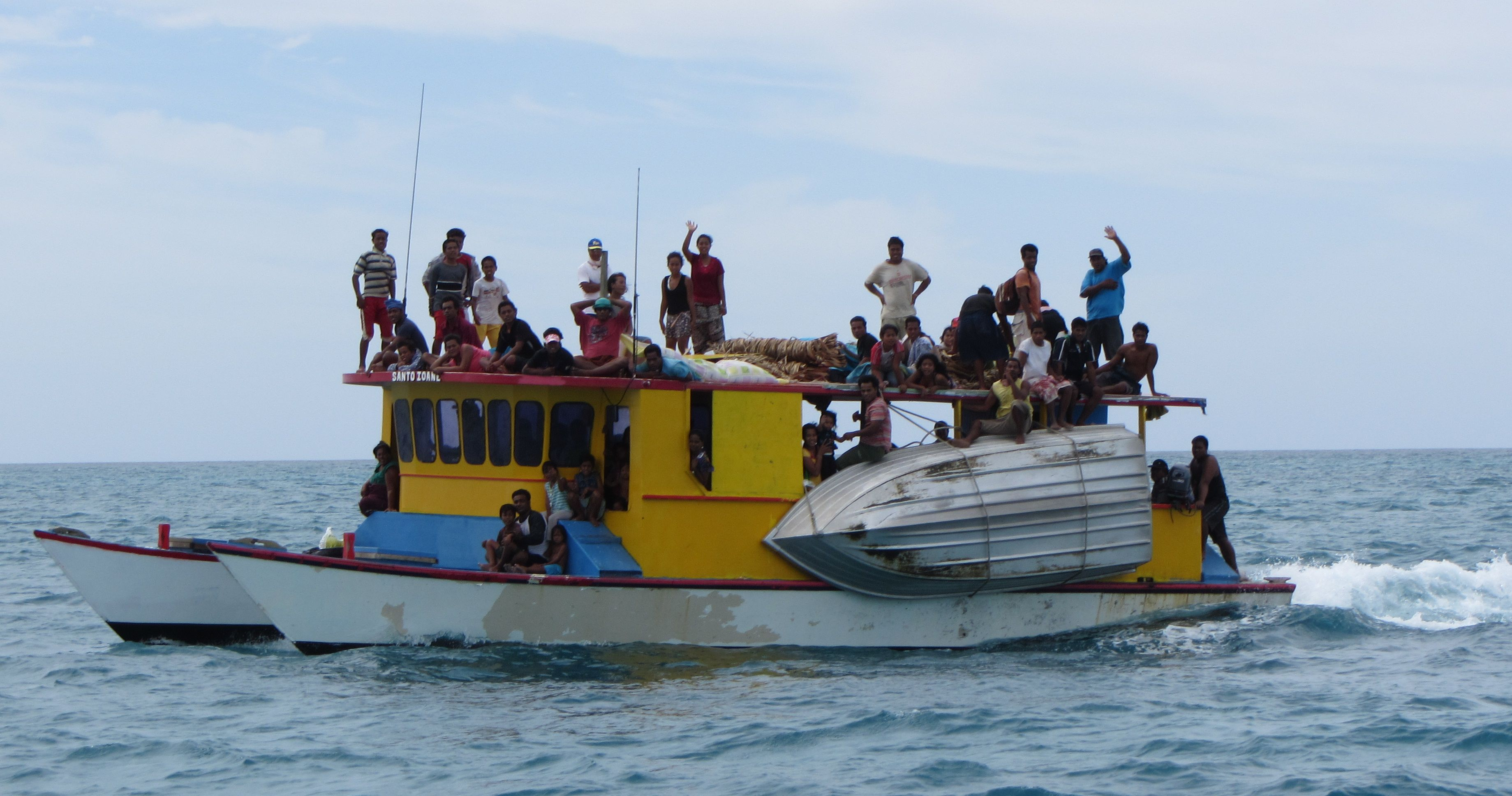
Schiffe, die zwischen den Inseln verkehren, können mitunter recht voll werden

Kiribatis Straßennetz hat eine Länge von 670 km. Der Haupthafen ist Betio auf der zum Tarawa-Atoll gehörenden Insel Betio. Zwischen den Gilbertinseln verkehren diverse Schiffe. Der wichtigste Flughafen Kiribatis, Bonriki International Airport, befindet sich im Norden der Insel Bonriki. Ein weiterer internationaler Flughafen ist der Cassidy International Airport auf Kiritimati. Zahlreiche weitere Inseln verfügen über Landepisten, die von der nationalen Fluggesellschaft Air Kiribati angeflogen werden.

## Sport

### Nationales Stadion

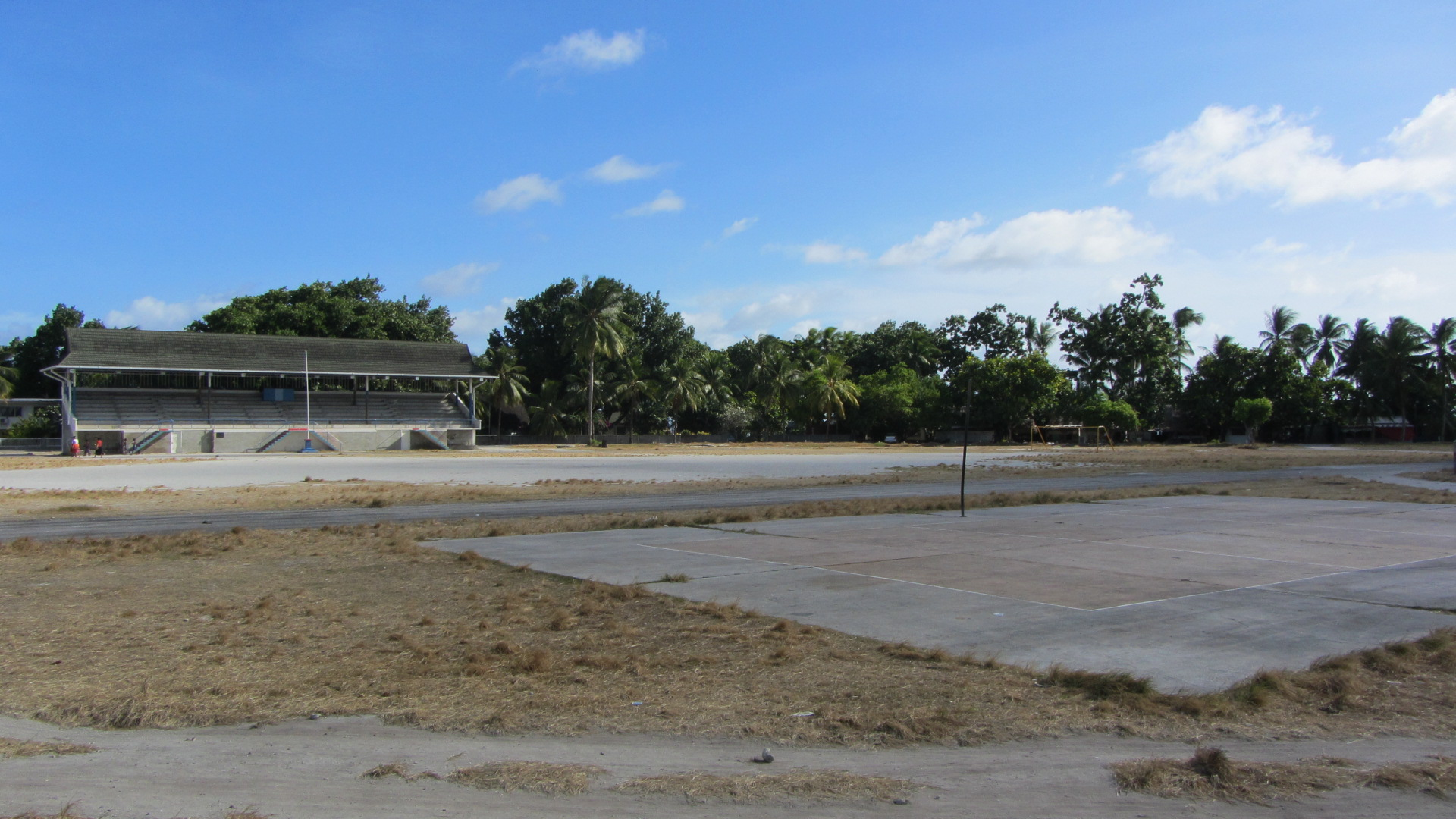
Bairiki National Stadium

Das Bairiki National Stadium ist das einzige Sportstadion des Staates und liegt auf der gleichnamigen Insel.

### Olympische und Commonwealth-Spiele
Der Gewichtheber David Katoatau nahm als Fahnenträger seines Landes an den Olympischen Sommerspielen 2008 in Peking (China) teil und erreichte den fünfzehnten Rang in der Kategorie bis 85 kg mit 313 kg. Der Leichtathlet Rabangaki Nawai trat als Sprinter über die 100-Meter-Distanz an.
Im Jahr 2014 gewann der Gewichtheber David Katoatau als erster Sportler des Landes eine Goldmedaille im Gewichtheben bei der bedeutenden internationalen Veranstaltung Commonwealth Games.